# Дракула: Історія кохання
«Дракула: Історія кохання» (англ. Dracula: A Love Tale) — готичний фільм жахів, написаний і знятий Люком Бессоном, заснований на романі Брема Стокера «Дракула» 1897 року. У головних ролях Калеб Лендрі Джонс і Крістоф Вальц.

## Акторський склад
- Калеб Лендрі Джонс — Дракула
- Крістоф Вальц — священик
- Матильда Де Анджеліс — Марія
- Зої Сідель — Елізабета
- Геймон Марія Буттінгер — кардинал

## Виробництво
У лютому 2024 року було оголошено про розробку екранізації роману Брема Стокера «Дракула» 1897 року, режисером і сценаристом якої виступить Люк Бессон. Калеб Лендрі Джонс і Крістоф Вальц приєдналися до акторського складу.

### Зйомки
Зйомки розпочалися 27 березня 2024 року в Лапландії. Однак Helsingin Sanomat повідомляє, що Бессон насправді знімає фільм у регіоні Кайнуу, а не в Лапландії. Причиною вибору місця зйомок, як повідомляється, стали снігові пейзажі регіону.

## Зовнішні посилання
- Дракула: Історія кохання на сайті IMDb (англ.)